# Polybia nigriceps
Polybia nigriceps är en getingart som beskrevs av Edoardo Zavattari 1906.
Polybia nigriceps ingår i släktet Polybia och familjen getingar. Inga underarter finns listade i Catalogue of Life.